# Monument du Kyffhäuser
Le monument du Kyffhäuser (en allemand : Kyffhäuserdenkmal), aussi appelé le  monument de Barberousse (Barbarossadenkmal), est un monument construit au sommet du massif Kyffhäuser près de Bad Frankenhausen en Allemagne centrale. 
C'est un des nombreux édifices monumentaux érigés en l'honneur de l'empereur Guillaume Ier dans toute l'Allemagne à l'époque wilhelmienne. Il a été édifié entre 1890 et 1896 sur des plans de l'architecte Bruno Schmitz (1858–1916) qui a également conçu le monument de la Bataille des Nations à Leipzig. Le bâtiment est un but d'excursions prisé par les habitants de la région et les touristes.

## Description

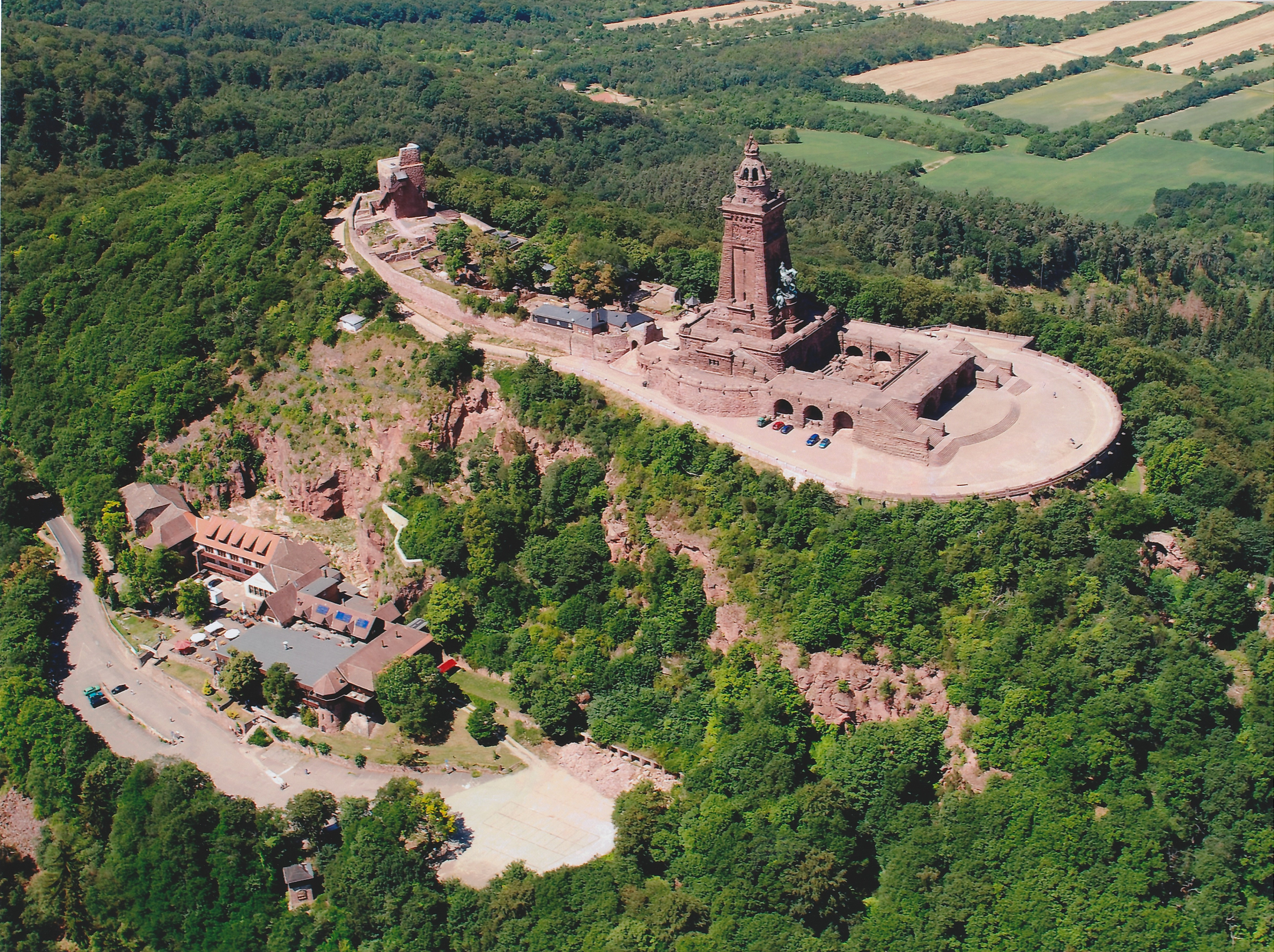
Vue aérienne de l'ensemble.

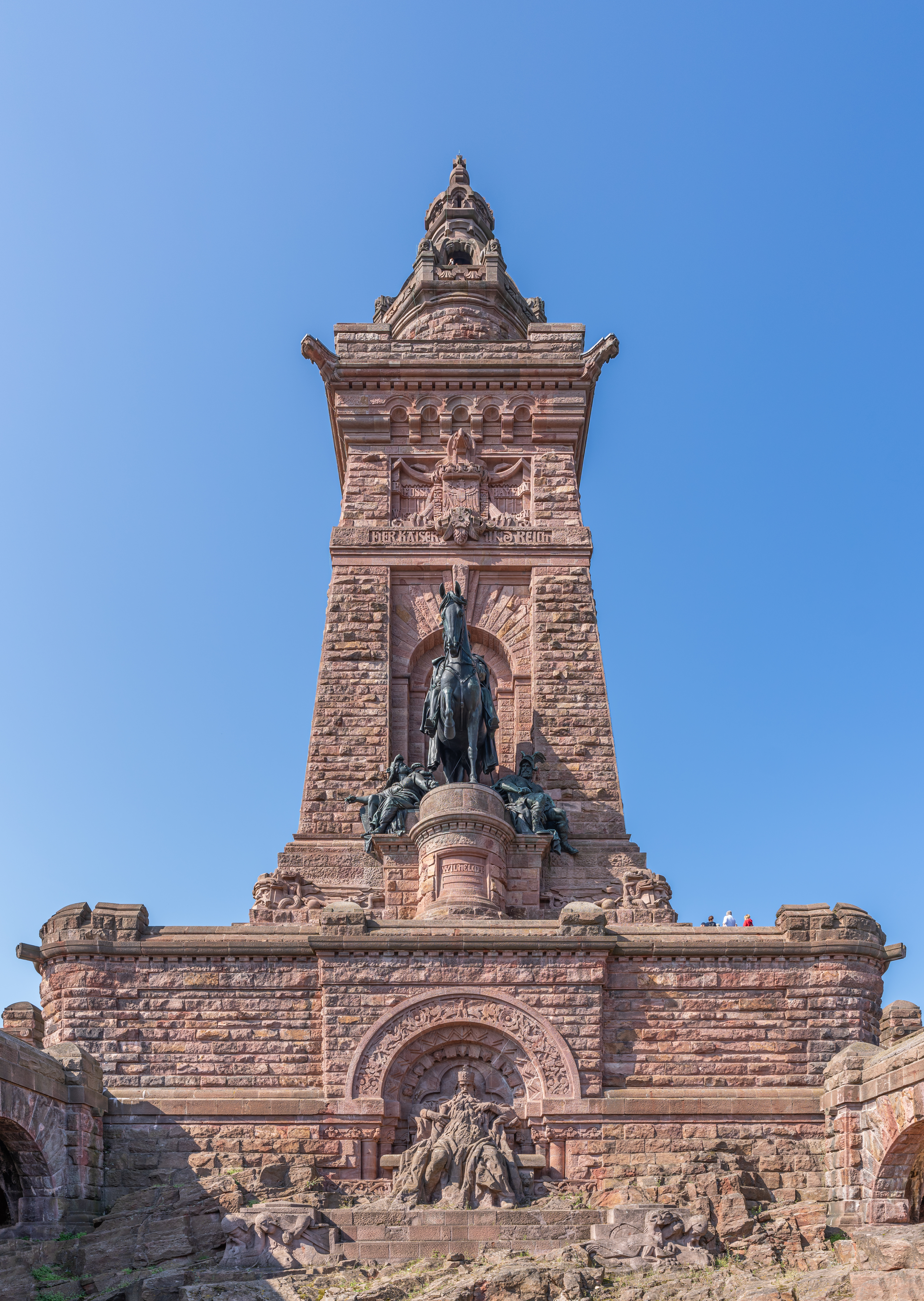
Le monument du Kyffhäuser vu de l'est. En bas, une statue de Frédéric Barberousse, en haut une statue équestre de Guillaume Ier (empereur allemand). Septembre 2021.

Le monument d'une hauteur totale de 81 mètres est situé dans le nord-est du massif à une altitude de 420 m, sur le territoire de la municipalité de Kyffhäuserland dans le land de Thuringe. Plus au nord se trouve la ville de Kelbra faisant partie du land de Saxe-Anhalt. S'élevant au-dessus du monument, une tour de 57 mètres est surmontée d'une énorme couronne impériale. En gravissant un escalier de 247 marches, on peut atteindre le sommet de cette tour qui offre une belle vue panoramique sur les montagnes du Harz au nord-ouest et jusqu'aux sommets de la forêt de Thuringe au sud.
La base de l'édifice est composée d'une statue en grès de 6,5 mètres de hauteur de l'empereur du Saint Empire Frédéric Barberousse qui semble tout juste se réveiller de son sommeil, une œuvre du sculpteur Nikolaus Geiger (1849–1897). Au-dessus de lui se tient une grande statue équestre en bronze de 11 mètres de haut représentant le premier empereur du Reich allemand, conçue par le sculpteur Emil Hundrieser (1846–1911) dans le style néo-baroque. Cette composition exprime le thème du monument: « Guillaume Ier a mené à terme l'unification de la nation allemande, si longtemps désirée depuis le temps de Barberousse ».

## Historique

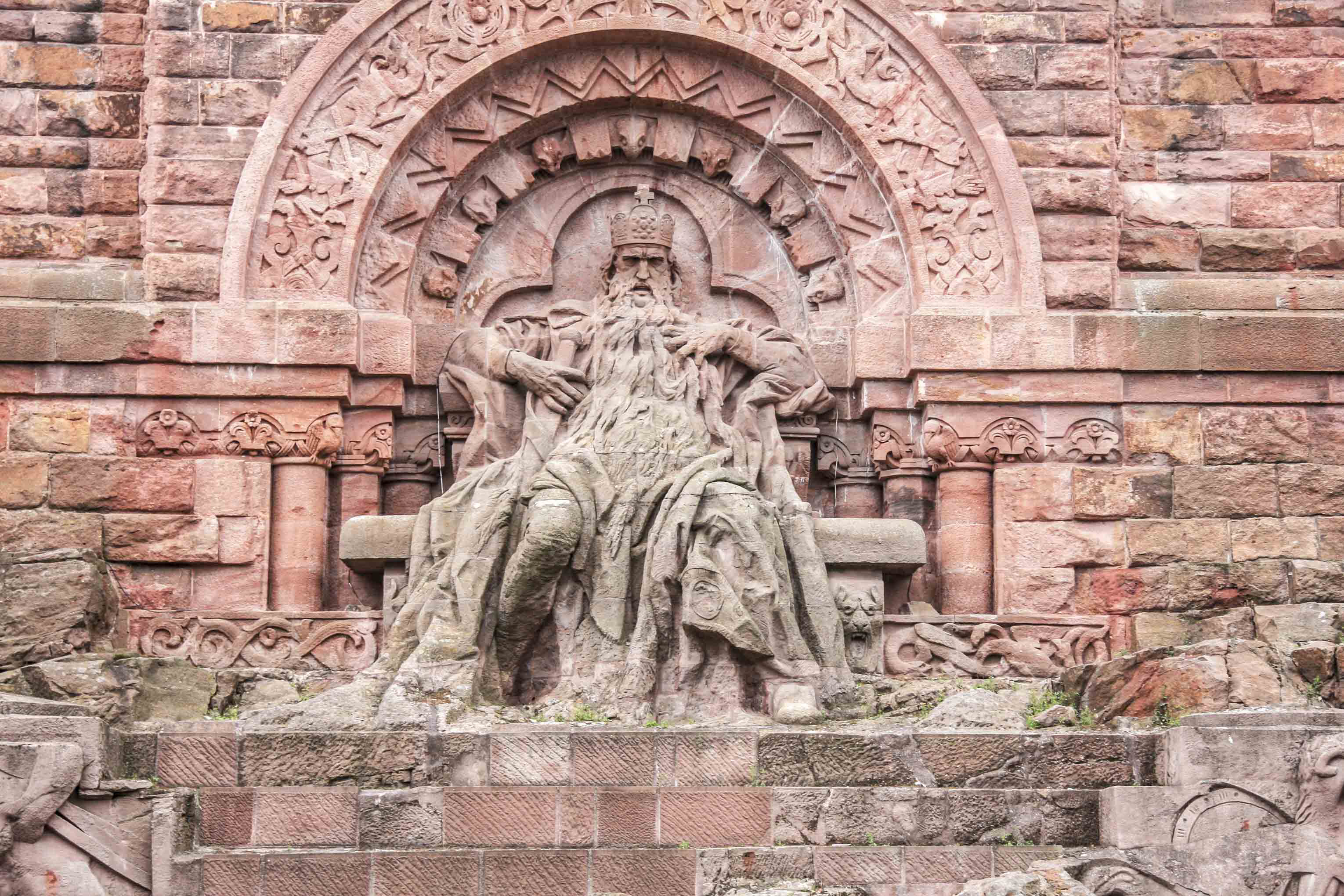
Statue de Barberousse.

Ce monument fut construit sur les ruines d'une forteresse médiévale, le Reichsburg (« château impérial ») de Kyffhausen, situées sur les pinacles rocheux près de Bad Frankenhausen. Une fortification y existait déjà à l'âge du fer, alors que la construction du château médiéval remonte probablement au Xe siècle. Un castrum Cuphese est mentionné pour la première fois en 1118, lorsqu'il fut repris par Lothaire de Supplinbourg, en ce temps duc de Saxe, au cours de sa confrontation avec l'empereur Henri V. 
Plus tard, le vaste complexe de la forteresse fut rebâti et devint un lieu de résidence de la maison impériale des Hohenstaufen. Le château construit en grès rouge est étroitement lié au personnage de l'empereur Frédéric Barberousse ; néanmoins, des séjours du souverain ne sont pas documentés. Avec le Grand Interrègne au XIIIe siècle, la forteresse perdit de son importance. Le fief revint aux landgraves de Thuringe de la maison de Wettin et remit en gage aux comtes de Schwarzbourg. À partir de 1599, il appartint à la principauté de Schwarzbourg-Rudolstadt.

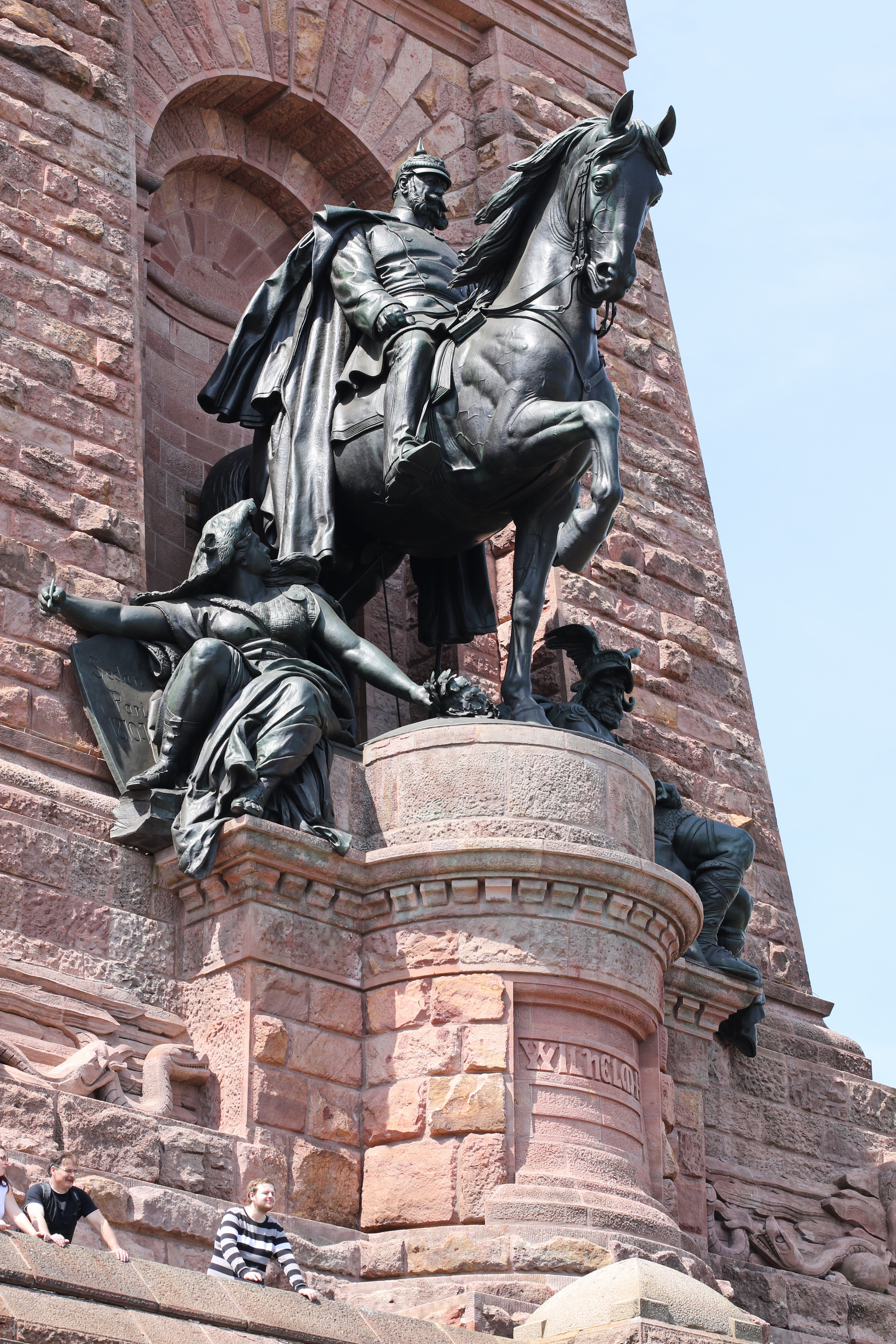
La statue équestre de Guillaume Ier et la tour couronnée.

À l'époque du romantisme allemand, la ruine au Kyffhäuser, fréquentée par Johann Wolfgang von Goethe et le duc Charles-Auguste de Saxe-Weimar, est devenue un lieu de nostalgie. Au début du XIXe siècle, elle a pris la signification de symbole de l'unité allemande, notamment dans les milieux du mouvement du Burschenschaft. Après l'unification de 1871 et le décès du premier empereur allemand Guillaume en 1888, de nombreux monuments ont été érigés en maints endroits, parmi lesquels le Niederwalddenkmal, le Hermannsdenkmal, le Walhalla près de Ratisbonne et le Monument de la Bataille des Nations. Le bâtiment au Kyffhäuser fut initialement proposé par l'association d'anciens combattants allemands (Deutscher Kriegerbund) qui, sous le nom de Kyffhäuserbund, prit en charge son entretien après 1900. 
Par son style, le monument rappelle les châteaux et forteresses de la période allemande des Hohenstaufen, des XIIe et XIIIe siècles. Il devait démontrer que l'Empire allemand — sous l'influence prussienne  — fondé en 1871, était le successeur légitime du Saint-Empire romain germanique qui exista du Xe siècle jusqu'à 1806. Il évoque ainsi le thème nationaliste du déclin puis de la renaissance.

## Légende
Selon une vieille légende, l'empereur Frédéric Barberousse se serait, avec sa suite de fidèles, endormi dans une caverne au cœur du Kyffhäuser, d'où il se réveillera un jour pour rétablir l'empire germanique dans son unité et sa splendeur. Un monument inspiré par ce mythe populaire a été édifié à la fin du XIXe siècle sur un sommet secondaire du massif.

## Source
- (en) Cet article est partiellement ou en totalité issu de l’article de Wikipédia en anglais intitulé « Kyffhäuser Monument » (voir la liste des auteurs).